# Véraza
Véraza é uma comuna francesa na região administrativa de Occitânia, no departamento de Aude. Estende-se por uma área de 14,66 km². Em 2010 a comuna tinha 35 habitantes (densidade: 2,4 hab./km²).